# فاش‌شدن اینترنتی
فاش‌شدن اینترنتی (به انگلیسی: Internet leak) زمانی اتفاق می‌افتد که اطلاعات محرمانه گروهی در فضای عمومی اینترنت انتشار یافته و به بیرون درز پیدا می‌کند. درز کردن انواع مختلفی از اطلاعات ممکن است فاش شدن اینترنتی نام گذاشته شود اما بیشتر موارد در خصوص اطلاعات شخصی، نرم‌افزارهای رایانه‌ای و کد منبع و همچنین آثار هنری مانند آلبوم‌ها و کتاب هستند. برای مثال، در صورتی که یک آلبوم پیش از زمان عرضه تعیین شده در فضای اینترنت به صورت غیرقانونی انتشار یابد، فاش شده‌است.
در یکی از موارد، فاش شدن کد منبع بازی ویدئویی نیمه‌عمر ۲، جنجال زیادی به راه انداخت.